# 瓦尔蒙泽
瓦尔蒙泽（法語：Varmonzey，法語發音：[vaʁmɔ̃zɛ] ⓘ）是法国大東部大區孚日省的一个市镇，属于埃皮纳勒区。

## 地理
瓦尔蒙泽（48°19'25"N, 6°17'11"E）面积2.57 平方千米，位于法国大東部大區孚日省，该省份为法国东北部内陆省份，北起默兹省和默尔特-摩泽尔省，西接上马恩省，南至上索恩省和贝尔福地区省，东临上莱茵省和下莱茵省。
与瓦尔蒙泽接壤的市镇（或旧市镇、城区）包括：埃沃和梅尼勒、居涅欧索、拉佩、于布西。

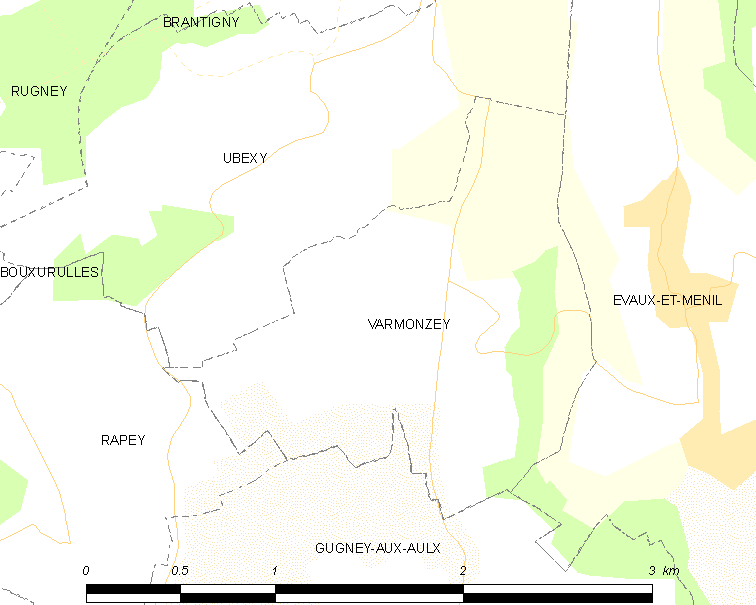
瓦尔蒙泽的OSM定位图

瓦尔蒙泽的时区为UTC+01:00、UTC+02:00（夏令时）。

## 行政
瓦尔蒙泽的邮政编码为88450，INSEE市镇编码为88493。

## 政治
瓦尔蒙泽所属的省级选区为沙尔姆县。

## 人口

1962-2008年间瓦尔蒙泽人口变化图示

瓦尔蒙泽于2022年1月1日时的人口数量为24人。